# Un pla perfecte
Un pla perfecte (originalment en anglès, Gambit) és una pel·lícula de 2012 dirigida per Michael Hoffman, i protagonitzada per Colin Firth, Cameron Diaz, Alan Rickman i Stanley Tucci. És un remake de la pel·lícula del mateix nom de 1966, interpretada per Shirley MacLaine i Michael Caine. Aquesta versió va ser escrita pels germans Joel i Ethan Coen. Estava previst que s'estrenés el 12 d'octubre de 2012 als Estats Units, però al final es va publicar directament en DVD el 25 d'abril de 2014. Al Regne Unit es va estrenar el 21 de novembre de 2012. S'ha doblat al català.

## Repartiment
- Colin Firth - Harry Deane
- Cameron Diaz - PJ Puznowski
- Alan Rickman - Lord Lionel Shabandar
- Tom Courtenay - El major
- Stanley Tucci - Martin Zaidenweber
- Cloris Leachman - Àvia
- Togo Igawa - Takagawa Go